# Pierre-Henri Hugoniot
Pierre-Henri Hugoniot (Allenjoie, Doubs, 5 de junho de 1851 – 1887) foi um balístico francês, conhecido por pesquisas sobre ondas de choque.

## Vida
Aos 17 anos de idade foi Préparateur de Physique na Faculté de Sciences em Straßburg. Estudou a partir de 1870 na École polytechnique e após graduar-se em 1872 esteve na artilharia da marinha. De 1879 a 1882 foi professor de mecânica e balística na Escola de Artilharia da Marinha em Lorient. Em 1884 foi professor assistente de mecânica na École polytechnique. Com seu colega Hippolyte Sebert (1839–1930) pesquisou a expansão de gases em canhões. Disto resultou  em 1885 a equação para ondas de choque.

## Obras
- Mémoire sur la propagation du mouvement dans un fluide indéfini, C.R. Acad. Sciences 1887
- Sur la propagation du mouvement dans les corps et spécialement dans les gaz parfaits, Journal École Polytechnique, Volume 57, 1887, p. 3–98, Volume 58, 1889, p. 1–126